# Mária Anna Karolina szász királyi hercegnő
Mária Anna Karolina (Drezda, Szászország, 1799. november 15. – Pisa, Toszkána, 1832. március 24.), szász királyi hercegnő, aki II. Lipót nagyherceg első feleségeként Toszkána nagyhercegnéje férje 1824-es trónra lépésétől 1832 márciusában bekövetkezett saját haláláig.

## Élete

### Származása
Édesapja a Wettin-ház Albert-ágából ból való Miksa szász trónörökös herceg (1759–1838) volt, III. Frigyes Ágost választófejedelem öccse, 1806–1830 között a királyság kijelölt trónörököse, Frigyes Keresztély szász választófejedelemnek (1722–1763), Szászország korábbi régensének és a Wittelsbach-házból származó Mária Antónia Walpurga bajor hercegnőnek (1724–1780) legifjabb, ötödik fia, apai ágon III. Ágost lengyel király (1696–1763) unokája, anyai ágon VII. Károly német-római császár (1697–1745) unokája.
Édesanyja a koronaherceg első felesége, Karolina Mária Bourbon–parmai hercegnő (1770–1804) volt, a Bonaparte tábornok által trónjáról elűzött I. Ferdinánd parmai hercegnek (1751–1802) és a Habsburg–Lotaringiai-házból való Mária Amália osztrák főhercegnőnek (1746–1804) legidősebb leánya, Mária Terézia császárné és I. (Lotaringiai) Ferenc német-római császár unokája.
Szüleinek házasságából 7 gyermek született:
- Mária Amália Friderika hercegnő (1794–1870), színházi és operaszerző.
- Mária Ferdinanda Amália hercegnő (1796–1865), aki 1821-ben III. Ferdinánd toszkánai nagyhercegnek (1769–1824), II. Lipót német-római császár fiának második felesége lett.
- Frigyes Ágost Albert Maria herceg (1797–1854), aki 1819-ben Habsburg–Lotaringiai Mária Karolina Ferdinanda főhercegnőt (1801–1832) vette feleségül, és 1836-ban II. Frigyes Ágost néven Szászország királya lett.
- Kelemen (Clemens) Maria Nepomuk herceg (1798–1822).
- Mária Anna Karolina hercegnő (1799–1832), aki 1817-ben II. Lipót toszkánai nagyherceghez, III. Ferdinánd nagyherceg fiához ment feleségül.
- János Nepomuk herceg (1801–1873), aki 1822-ben Amália Auguszta bajor királyi hercegnőt (1801–1877), I. Miksa bajor király leányát vette feleségül, és 1854-től I. János néven Szászország királya lett.
- Mária Jozefa Amália hercegnő (1803–1829), 1819-től VII. Ferdinánd spanyol király harmadik felesége.

1806-ban I. Napóleon francia császár a poseni békeszerződésben a Szász Választófejedelemségből létrehozta a Szász Királyságot, amelynek első uralkodójává Mária Anna Karolina hercegnő nagybátyját, III. Frigyes Ágost választófejedelmet ismerte el (I. Frigyes Ágost néven). A királyi család tagjai, köztük Miksa herceg és gyermekei is szász királyi hercegi és hercegnői címet kaptak (Prinz/Prinzessin von Sachsen).

### Házassága, gyermekei

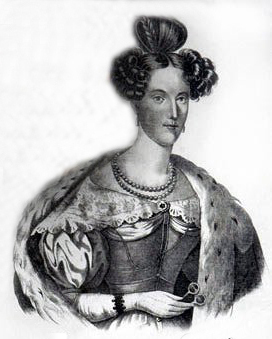
Mária Anna Karolina szász királyi hercegnő

18 éves korában, 1817. november 16-án a firenzei Santissima Annunziata bazilikában feleségül ment a Habsburg–Lotaringiai-ház toszkánai ágából való Lipót János osztrák főherceghez (1797–1870), III. Ferdinánd toszkánai nagyherceg (1769–1824) és a Bourbon-házból való Lujza Mária Amália nápoly–szicíliai királyi hercegnő (1773–1802) legidősebb túlélő fiához, II. Lipót német-római császár unokájához, a napóleoni háborúk után 1814-ben helyreállított Toszkánai Nagyhercegség trónörököséhez. Három leányuk született, :
- Mária Karolina főhercegnő (1822–1841), fiatalon meghalt.
- Auguszta Ferdinanda (Auguste Ferdinande) főhercegnő (1825–1864), aki Luitpold bajor királyi herceghez, a Bajor Királyság régenséhez (1821–1912) ment feleségül. Fia, Lipót Miksa József bajor királyi herceg (1846–1930) később Gizella főhercegnőt, Ferenc József császár legidősebb leányát vette feleségül.
- Mária Maximiliána főhercegnő (1827–1834), gyermekként meghalt.

1821-ben apósa, az 52 éves III. Ferdinánd nagyherceg feleségül vette fiának sógornőjét, Mária Anna Karolina hercegnő nővérét, a 25 éves Mária Ferdinanda Amália hercegnőt, de házasságuk gyermektelen maradt.
1824-ben apósa, III. Ferdinánd elhunyt. A Toszkánai Nagyhercegség trónjára Mária Anna férje lépett, II. Lipót néven. Az ifjú nagyhercegné népszerű volt alattvalói körében, és férje is nagy szeretettel vette körül. Ugyanakkor gyakran szenvedett depresszióban, önmagát hibáztatta azért, hogy nem tudott férfi örököst szülni urának. Három kiskorú leányának sorsa is aggasztotta, igyekezett biztosítani jövőjüket, kereste a hozzájuk illő, magas rangú házastársakat. A lelki gondok aláásták egészségét, súlyosbodó tüdőbetegség jelei mutatkoztak rajta. Orvosai tanácsára gyakran töltött hosszú időt az enyhébb klímájú és tisztább levegőjű Pisában.
Rövid élete során Mária Anna nagyhercegné kiemelkedő érdeklődést az antik költészet és festőművészet iránt. Magas összegért megvásárolta magának Horatius római író Liber Interitus c. művét. A gnoszticista szerzők írásainak hatására ő maga is írt egy kis verssorozatot „Chuchotet d’Archont” címmel, ezt azonban csak halála után adták ki.
1831 végén férjével és az egész nagyhercegi udvarral együtt leköltözött Pisába. Állapota azonban tovább romlott. Utolsó napjait gyóntatóatyjával, Angiolo Maria Gilardonival, Livorno püspökével töltötte. A nagyhercegné 32 éves korában, 1832. március 24-én hunyt el tüdőbaj következtében.

### Utódainak későbbi sorsa
Mária Anna Karolina nagyhercegné leányai közül ketten néhány éven belül, fiatalon elhunytak (Mária Maximiliána 1834-ben, Mária Karolina 1841-ben). Egyetlen túlélő leánya, Auguszta Ferdinanda (Auguste Ferdinande) főhercegnő is nagy valószínűséggel örökölte anyjának betegségét vagy érzékenységét. Ő is tüdőbajban halt meg 1864-ben, 39 éves korában, a Bajor Királyság régens hercegnéjeként.
A megözvegyült Lipót nagyherceg 1833-ban ismét megnősült, az olasz Bourbon (Borbone) házból való Mária Antónia nápoly–szicíliai királyi hercegnőt (1814–1898), I. Ferenc nápoly–szicíliai király (1777–1830) és Mária Izabella spanyol infánsnő  (1789–1848) leányát. A második házasságból tíz gyermek született, köztük a régóta áhított trónörökös, Ferdinánd Szalvátor főherceg (1835–1908), aki IV. Ferdinánd néven Toszkána utolsó (címzetes) nagyhercege lett.

## Külső hivatkozások
- Életrajzi, családi adatai (The Peerage).
- A Wettinek családfája
- A Habsburg–Lotaringiai hercegek Toszkánában.
- A Wettin-ház családfái (Genealogy.web).
- A szász uralkodók családi adatai (Genealogy of the Royal Family of Saxony) (Geocities/archive.com). (angol nyelven). [2007. április 7-i dátummal az [ eredetiből] archiválva]. (Hozzáférés: 2009. augusztus 24.)

| Szászországi Mária Anna Karolina Wettin-ház, alberti ág Született: 1799. november 15. Elhunyt: 1832. március 24. |                                                              |                                   |
| |                                                              |                                   |
| Előző Szászországi Mária Ferdinanda                                                                              | Toszkána nagyhercegnéje 1824. június 18. – 1832. március 24. | Következő Szicíliai Mária Antónia |